# Гром Лаврентій Борисович
Лаврентій Борисович Гром (24 грудня 1914, Ковель — 6 серпня 1975, Львів) — український скульптор.

## Біографія
1939 року закінчив Інститут пластичних мистецтв у Львові. Серед викладачів Мар'ян Внук, Іван Севера, Юзеф Стажинський. 1940 року став членом Спілки радянських художників України. У 1940⁣—⁣1950 роках викладав у Львівському училищі декоративного та прикладного мистецтва імені І. Труша (колишній Інститут пластичних мистецтв). Автор портретів і фігурних композицій у різних матеріалах, у галузях станкової і монументальної скульптури. Помер у Львові, похований на Личаківському цвинтарі, поле № 86. На могилі пам'ятник авторства Луки Біганича. У Львові мешкав в кам'яниці на вулиці Костюшка, 5.

## Роботи

### Монументальні роботи
- Пам'ятник перемозі у місті Збараж (1947).[1]
- Пам'ятник Сергію Кірову в селі Хмельове (нині с. Берлин, Золочівський район; 1967).[4]
- Пам'ятник воїнам односельчанам полеглим у Другій світовій війні в смт Великі Бірки (1967).[джерело?]
- Пам'ятники землякам, загиблим у Другій світовій війні в смт Заболоття Ратнівського району (1968)[4], смт Микулинці (1968)[1], у селах Сілець Червоноградського району (1968)[4], Нові Стрілища (1972)[4], Оглядів (1972)[4], Нове Село Львівського району (1975).[4]
- Пам'ятник батальйонним комісарам у селі Мокіївці (1967).[1]
- Пам'ятник партизанам Волині в смт Цумань Волинської області (1968, архітектор Роман Липка).[5][6]
- Пам'ятник на могилі Даміана Козачківського на Личаківському цвинтарі, поле № 5 (1968).[7]
- Пам'ятник радянським солдатам у місті Бар (1973).[8]

### Станкові роботи
- «Дівчинка з ягням» (1949).[1]
- «Письменник Ю. Федькович» (1950)[3], Музей етнографії у Львові.[9]
- «Гуцулка-піонерка» (1953[3], за іншими даними 1956[1]).
- «Гуцул-піонер» (1956).[1]
- «Вирощування овочів» (1957).[1]
- «Сова» (1959).[1]
- «А нас не вчили…» (1960, дерево, 65,5×106,5×54,5), Національний музей у Львові.[10]
- «А сестри! Сестри!…» (1961).[3]
- «Катерина» (1964, тонований гіпс, 96×87,5×94).[11]
- «Скрипалька» (1964).[1]
- «Мелодія» (1965).[1]
- «Учителька» (1967).[1]
- «За нас!» (1967).[1]
- «Мальва» (1969, карбування, дерево, 150×130).[12]